# Louis de Crevant (abbé)
Louis de Crevant, né vers 1458 et mort le 13 septembre 1529, est un prélat français. On lui doit l'achèvement de l'abbatiale gothique de la Trinité de Vendôme.

## Histoire
Louis de Crevant, né vers 1458, est d'une famille originaire de la Touraine et du Berry, installé en Charente. Il est le fils de Jean de Crevant seigneur de Bauché et de Catherine Brachet. Il avait également un frère, Jacques de Crevant, seigneur de Cingé.
Il devient abbé de  Sainte-Foy de Conques dans le diocèse de Rodez vers 1482. Il fit réaliser la voûte de la tour de la croisée de l'abbatiale Sainte-Foy, et commanda une statuette reliquaire de Sainte-Foy en argent.
En 1487, il est élu abbé de la Trinité de Vendôme (diocèse de Chartres), il prit possession de l'abbaye le 2 mars lors d'une importante cérémonie. Louis de Crevant fut, dès son accession à la tête de l'abbaye Vendômoise, concurrencé par Louis de Bourbon, évêque d'Avranches qui chercha à récupérer l'abbaye en commande, celui-ci était fils illégitime du comte de Vendôme, Jean VIII. Le différend fut réglé en faveur de Louis de Crevant par le pape Innocent VIII.
Le 16 mai 1492, il fit procéder par l'évêque du Mans, Philippe de Luxembourg, à la translation du corps de Saint Eutrope dans une magnifique châsse commandé par son prédécesseur Aimery de Coudun, étaient présents outre Louis de Crevant et Philippe de Luxembourg, deux autres évêques dont Louis de Bourbon, l'évêque d'Avranches, les abbés de Beaugency et de Fontaine-les-Blanches, ainsi que le comte et la comtesse de Vendôme, François de Bourbon et Marie de Luxembourg.
Louis de Crevant est à l'origine de travaux dans l'église Notre-Dame-de-Pitié du prieuré de Villedieu, ainsi que la construction d'une nouvelle église paroissiale, dédiée à saint Jean-Baptiste, dans le même bourg, consacré le 18 octobre 1493 par l'évêque du Mans.
Le 2 novembre 1495, lors des funérailles du comte de Vendôme, François de Bourbon, le cercueil du défunt doit passer à l'abbaye de la Trinité avant d'être inhumé à la collégiale du château, mais la cérémonie est ordonnancée par l'évêque de Chartres, René d'Illiers, et Louis de Crevant refuse de laisser rentrer l'évêque dans son monastère de peur qu'il porte atteinte aux privilèges d'exemption de l'abbaye. René d'Illiers parvint à le convaincre qu’il n’avait aucune volonté de porter atteinte aux privilège de l’abbaye, et le cortège put rentrer dans l'abbatiale en construction.
Louis semble être à l'origine de plusieurs ouvrages dont un Bénédictionnaire et un Bréviaire, tous deux à l'usage de Vendôme.

### L'achèvement du chantier de laTrinité de Vendôme

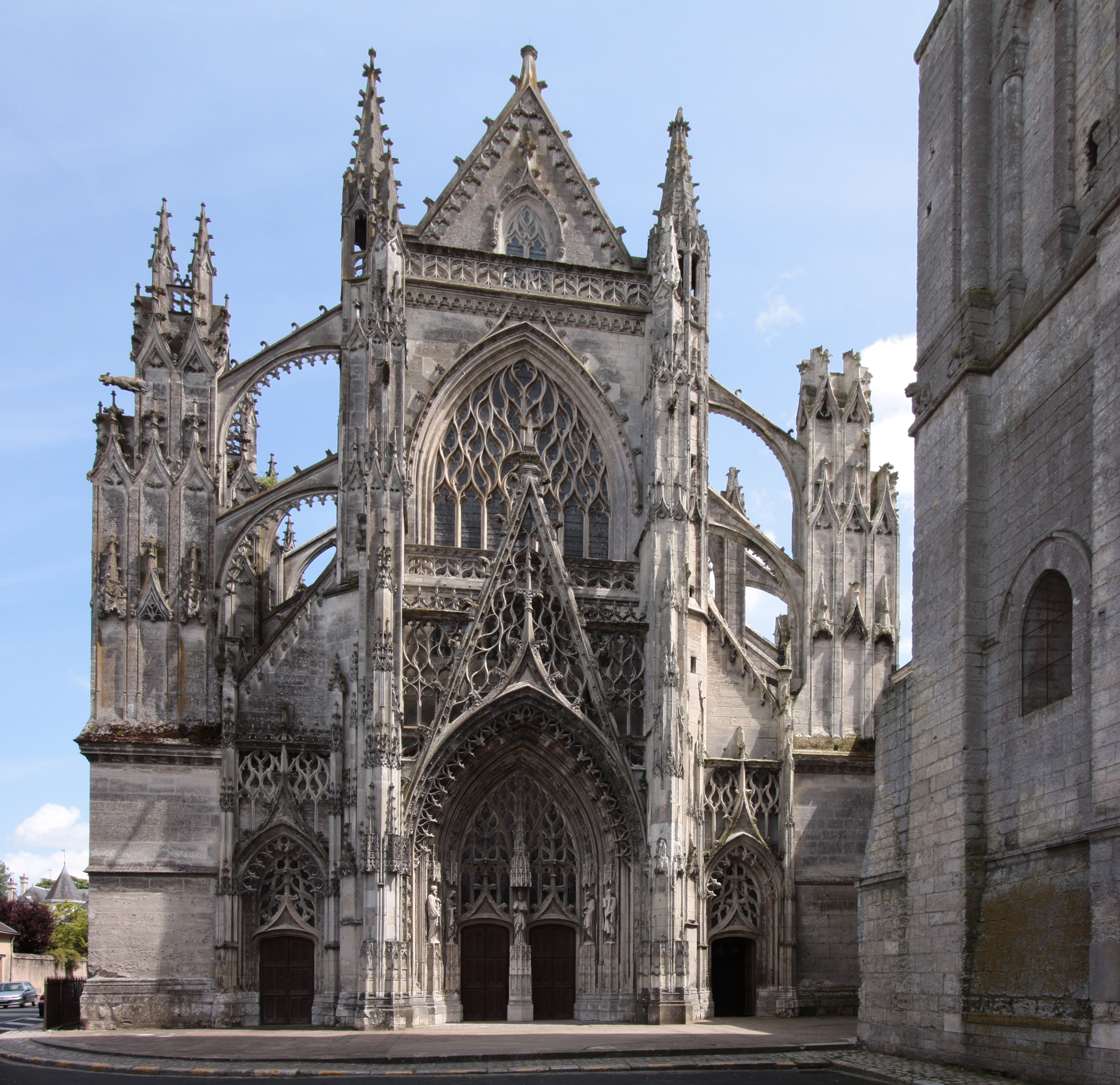
Façade de la Trinité de Vendôme

Le 18 juin 1492, Louis de Crevant tint un chapitre général, au sujet de l'achèvement de l'abbatiale de Vendôme, ainsi que la restauration des lieux réguliers qui avaient souffert des malheurs de la guerre de Cent ans.
En effet, lors de son accession à la tête de la Trinité de Vendôme, l'abbatiale est en pleine reconstruction. Le chantier qui avait été interrompu de 1357 à 1470/72, avait été relancé par Aimery de Coudun, son prédécesseur, qui venait d'achever la reconstruction de deux travées de la nef, restait alors à construire les trois premières travées et la façade occidentale. Louis mena alors le projet à son terme, ainsi l'activité édilitaire bâtit son plein sous son abbatiat. Il resta abbé comandataire de Sainte-Foye de Conques jusqu'en 1493. A cette date le pape Alexandre VI lui accorda le droit de cumuler les bénéfices ecclésiastiques pour achever la reconstruction de la Trinité de Vendôme. Ainsi il devint abbé de Tiron en 1498 (il est peut-être à l'origine de travaux dans la maison que cette abbaye détenait à Paris), et cumula les prieuré Saint-Pierre de Surgères, Saint-Sylvain de Celle-Bruère et Saint-Martin de Gy,.
Louis donna ainsi un nouvel essor au chantier, en une dizaine d'années seulement, les trois travées restantes de la nef furent construites. A partir de 1498, Louis consacra ses efforts à la façade occidentale, pour ce faire, il mit à profit tous les revenus disponibles. Il réussit ainsi à faire intervenir le pape, mais aussi le roi, le comte de Vendôme et l'évêque du Mans pour obtenir des aides. En 1500, le pape et l'évêque du Mans, Philippe de Luxembourg, unirent pour quinze ans le prieuré Saint-Georges d'Oléron à la mense abbatiale pour l'achèvement de l'église. Le 15 décembre 1501, Louis XII exigea par ordonnance que les prieurés de l'abbaye fussent imposés pour aider à l'achèvement du chantier. À cette date, il ne restait à faire que la première travée et le portail occidental. Louis de Crevant confia alors la construction de cette dernière travée et de la façade, à  Jean de Beauce, qui résidait à Vendôme en 1506, il était secondé par Gilles de Jarnay.
La façade achevée, Louis se concentra au réaménagement intérieur de l'abbatiale, il fit alors construire les stalles, le jubé et le tour de chœur, ce dernier étant achevé par son neveu et successeur, Antoine de Crevant.
Il se fit également construire un logis en complément du palais abbatial préexistant.

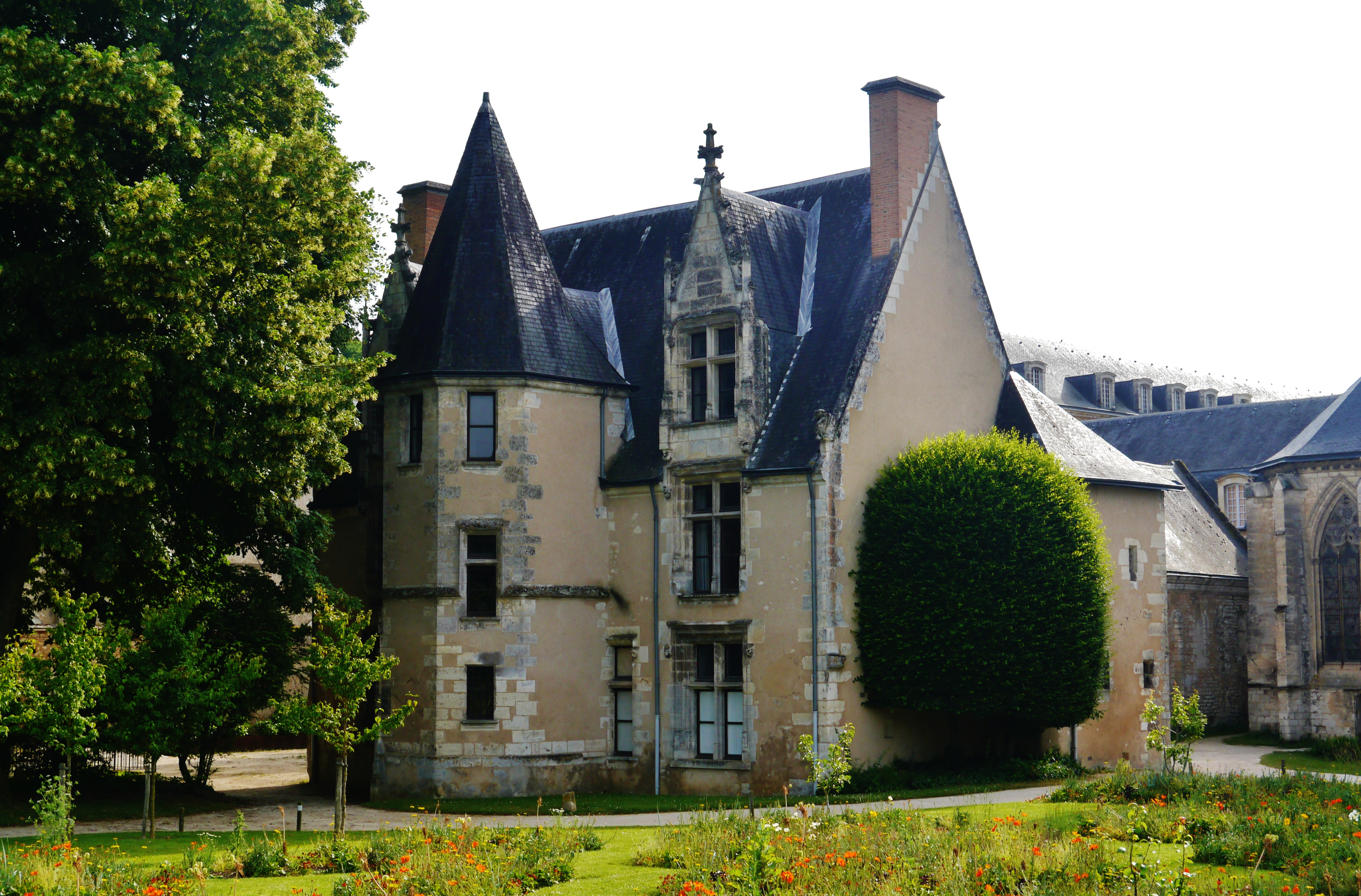
Le logis abbatiale que se fit construire Louis de Crevant à l'abbaye de Vendôme.

### Fin de vie et mort
Le 4 novembre 1522, Louis est nommé par le pape Adrien VI, évêque de Sébaste en Arménie. Il ne semble pas avoir résidé dans son évêché, ayant obtenu la dispense nécessaire. Il se démit de son titre d'abbé de la trinité de Vendôme en faveur de son neveu Antoine de Crevant. Il mourut dans le logis qu'il avait fait bâtir dans son abbaye le 13 septembre 1529, âgé de 71 ans.
Son neveu lui fit bâtir un tombeau situé dans le chœur de l'abbatiale de Vendôme. Il fut réalisé par Jean Juste.

## Voir plus